# 烏茲魯伊
52°7′7″N 33°4′23″E / 52.11861°N 33.07306°E
烏茲魯伊（烏克蘭語：Узруй），是烏克蘭的村落，位於該國北部切爾尼戈夫州，由諾夫哥羅德-謝韋爾斯基區負責管轄，面積0.26平方公里，海拔高度157米，2001年人口93，人口密度每平方公里357.7人。